# Armand du Cambout de Coislin

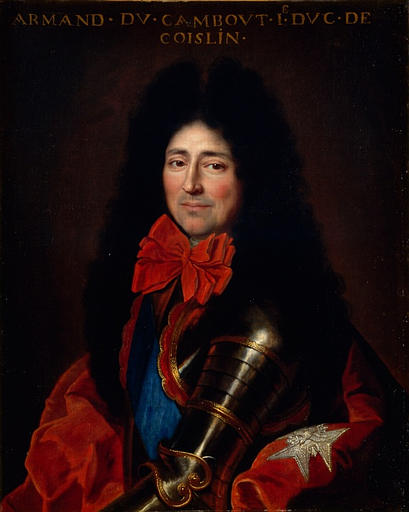
Armand du Cambout de Coislin

Armand du Cambout de Coislin (auch: Duc de Coislin) (* 1. September 1635 in Paris; † 16. September 1702 in Versailles) war ein französischer Adeliger, Berufsoffizier, Höfling und Mitglied der Académie française.

## Leben

### Familie
Armand du Cambout wurde als ältester Sohn des Pierre César de Cambout, Marquis de Coislin (1613–1641) und der Madeleine Séguier (1618–1710), älteste Tochter von Pierre Séguier, Kanzler von Frankreich, in Paris geboren. Richelieu war sein Taufpate. Sein jüngerer Bruder war Kardinal Pierre du Cambout de Coislin, Bischof von Orléans. Seine Söhne waren Pierre du Cambout, duc de Coislin (1654–1710) und Henri-Charles de Coislin, Bischof von Metz (1697–1732).

### Junge Jahre
Da sein Vater 1641 bei der Belagerung von Aire-sur-la-Lys fiel, wurde Cambout zusammen mit seinem jüngeren Bruder von Jean Ballesdens, dem Sekretär Séguiers, erzogen. Sein Großvater Séguier, seit 1643 Schirmherr der Académie française, verschaffte ihm 1652 im Alter von 16 Jahren die Mitgliedschaft in der Akademie (Sitz Nr. 25). Ebenfalls 1652 heiratete er Madeleine du Halgouët († 1705). 1654 war er in Reims bei der Salbung Ludwig XIV. eine der vier rituellen „Geiseln“ der Heiligen Ampulle.

### Soldat
Cambout war vor allem Kriegsmann, mit 20 Jahren Hauptmann bei der Belagerung von Landrecies, 1663 Herzog von Coislin und Pair von Frankreich. 1665 übernahm er das Régiment Mestre de Camp Général cavalerie. 1668 wurde er Lieutenant-Général des Armées du Roi (Generalstabschef).

### Tod und Beisetzung
Als er 1702 im Alter von 67 Jahren starb, wurde er in der Rekollektenkirche in Saint-Denis beigesetzt (1705 auch seine Witwe). Die Kirche wurde während der Französischen Revolution zerstört.

### Ehrungen
Coislin war seit 1688 Ritter des Michaelsordens. Er gehörte ferner zum Orden vom Heiligen Geist.